# دی‌وینیل‌اتر
دی‌وینیل‌اتر (انگلیسی: Divinyl ether) ترکیب آلی با فرمول O(CH=CH2)2 است. این یک مایع بی رنگ و فرار است که عمدتاً به عنوان یک بی حس کننده استنشاقی مورد توجه بوده است. این ماده با عمل آوری بیس (کلرواتیل) اتر با پایه تهیه میشود.